# Eugene Laverty

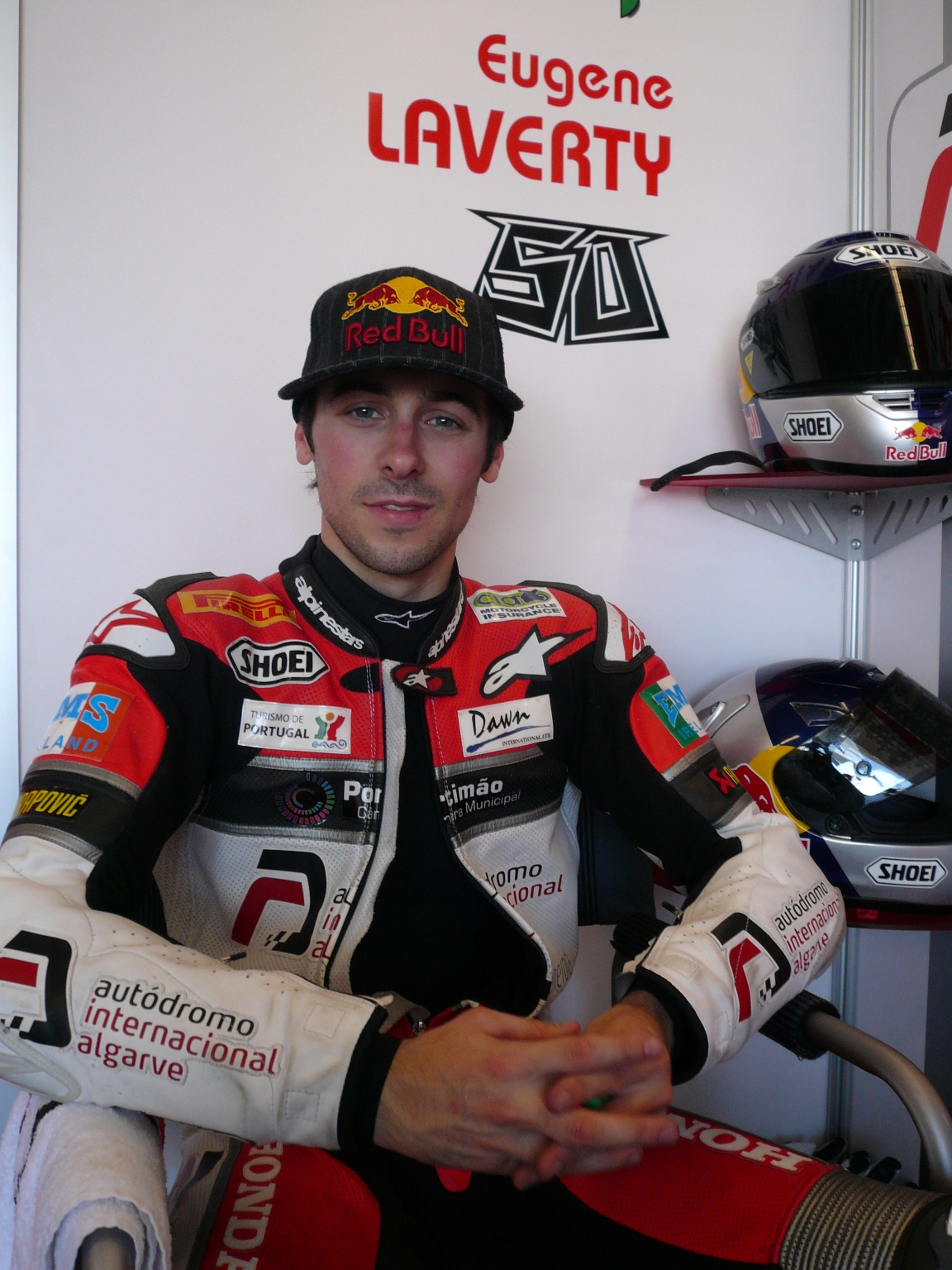
Eugene Laverty (2009)

Eugene Laverty (Toomebridge, Noord-Ierland, 3 juni 1986) is een Iers motorcoureur.

## Carrière
Laverty reed zijn eerste race in 2001 op het vliegveldcircuit Nutts Corner en won datzelfde jaar zijn eerste race op het circuit Mondello Park. In de seizoenen 2007 en 2008 reed hij in eerste instantie voor Honda en later Aprilia in de 250 cc-klasse van het wereldkampioenschap wegrace. Met een wildcard reed hij zijn eerste race in het wereldkampioenschap Supersport op het Autodromo Vallelunga en behaalde daarin een podiumklassering. In het seizoen 2009 maakte Laverty de overstap naar de supersportklasse en wist dat jaar en eveneens in het seizoen 2010 vice-wereldkampioen te worden.
Na twee jaar supersport maakte Laverty in 2011 de overstap naar het Yamaha World Superbike Team dat uitkomt in het wereldkampioenschap superbike. In zijn eerste seizoen wist hij hierin twee race te winnen. Nadat het Yamaha-fabrieksteam aan het einde van 2011 zich terugtrok uit de superbikeklasse, maakte Laverty in 2012 de overstap naar het fabrieksteam van Aprilia.
Zijn oudere broers Michael en John zijn eveneens motorcoureur.